# Achyut Kanvinde

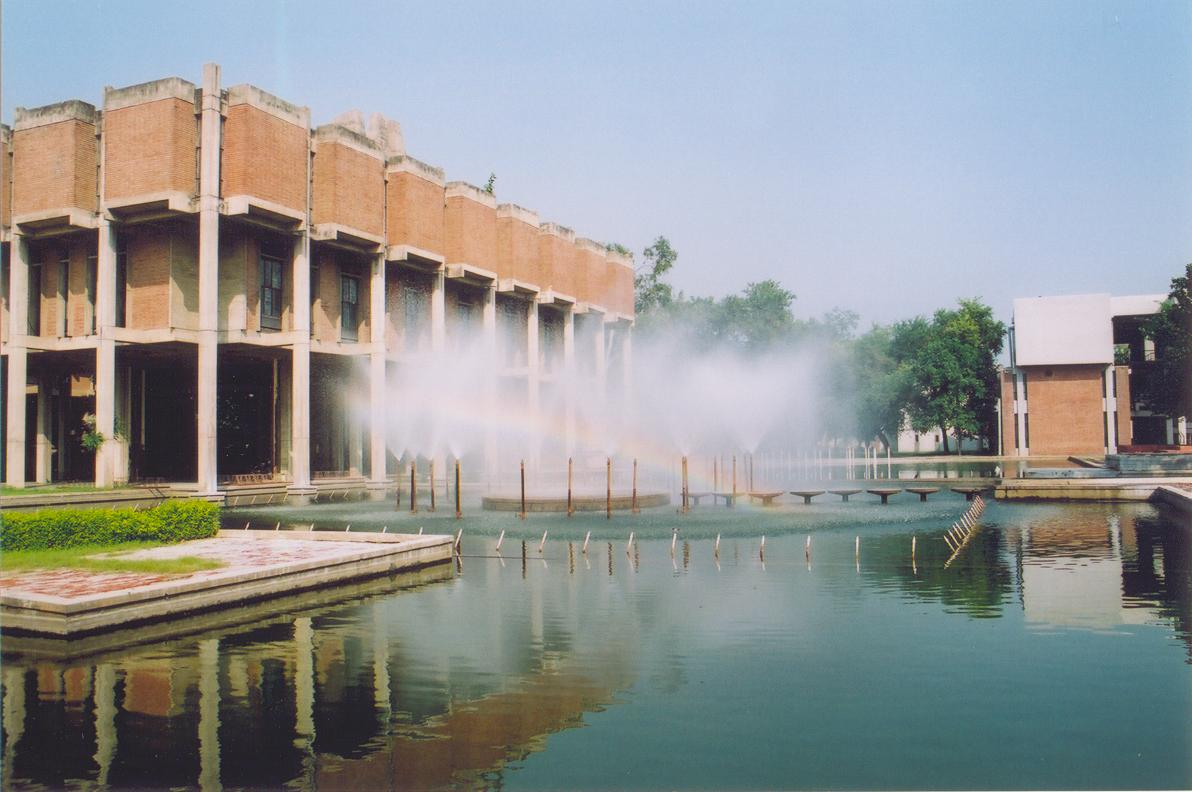
Indian Institute of Technology, Kanpur (1959-1966)

Achyut Purushottam Kanvinde (en maratí: अच्युत पुरुषोत्तम कानविंदे; Achra, Maharashtra, 1916-28 de diciembre de 2002) fue un arquitecto indio, a caballo entre el  racionalismo y el brutalismo. 

## Trayectoria
Estudió en la Universidad de Bombay y en la Universidad de Harvard, donde fue alumno de Walter Gropius. Se tituló en 1947. De regreso a su país, trabajó un tiempo en el Consejo de investigación científica e industrial, para el que realizó diversos equipamientos por todo el país. En 1955 se asoció a Shaukat Rai y, en 1968, a Murad Chowdhury, formando la firma Kanvinde, Rai & Chowdhury, la más relevante del país en su tiempo, a la que se le confiaron diversos encargos públicos, como universidades, edificios institucionales, complejos comerciales y residenciales.
Fue autor de diversos edificios de estilo bauhausiano, entre los que destaca el Indian Institute of Technology en Kanpur (1959-1966), así como el Dairy Project en Gujarat (1971-1973), los albergues para la Oficina Nacional de Desarrollo Lechero en Anand (1971-1973) y el Nehru Science Centre en Bombay (1976-1985).
En 1974 ganó el Premio Padma Shri en ciencia e ingeniería.